# Jaroslav Odstrčil
Jaroslav Odstrčil (6. listopadu 1912 Brníčko – 23. června 1944 Netín) byl československý voják a velitel výsadku Calcium.

## Mládí
Narodil se 6. listopadu 1912 v Brníčku, otec Jan vedl hospodářství a povoznictví, matka Anna byla v domácnosti, měl staršího bratra a tři sestry. Obecnou školu absolvoval v Brníčku, maturitu získal v roce 1933 na Reálném gymnáziu v Zábřehu na Moravě. V témže roce se zapsal na právnickou fakultu Masarykovy univerzity v Brně, kde v roce 1938 promoval a dosáhl titulu doktora práv. Nastoupil u Zemského soudu v Brně.

## Vojenská služba
K vykonání základní vojenské služby byl odveden 16. března 1934, ještě v průběhu univerzitních studií. Byl zařazen k 43. pěšímu pluku a zároveň mu byla udělena trvalá dovolená za účelem studia. Službu nastoupil 1. března 1939, 28. března, po německé okupaci již byl ale
propuštěn na trvalou dovolenou. Do léta vykonával právnickou praxi a zároveň působil v protinacistickém odboji.

## V exilu
Dne 9. července 1939 se na uhelném železničním vagónu dostal do Polska. Z vojenského tábora v polských Malých Bronovicích, kde byl umístěn odjel již jako příslušník Cizinecké legie do Francie. Službu v legii vykonával v Alžíru do poloviny září 1939. 26. září byl zařazen do československé branné moci k rotě doprovodných zbraní. Účastnil se bojů o Francii a 13. července byl, v hodnosti četaře aspiranta evakuován do Anglie. Zařazen byl k 1. pěšímu praporu.
Od 21. února 1942 do 30. září 1943 prošel řadu kurzů; prodělal základní sabotážní kurz, parakurz, kurz průmyslové sabotáže, kurz propagandy u BBC, doplňující tělovýchovný kurz, dále spojovací kurz a fotokurz. V průběhu kurzů byl 7. března 1943 jmenován podporučíkem v záloze a v květnu 1943 jmenován velitelem výsadku Calcium. Začátkem ledna 1944 nastoupil k čs. výcvikové stanici v Itálii, v Brindisi.

## Nasazení
Dne 4. dubna 1944 byl spolu s dalšími příslušníky výsadku vysazen u Čejkovic. Skupina se v dubnu rozešla. Společně s Gemrotem se ukryli v Netíně, kde je 23. června přepadlo gestapo. Došlo k přestřelce, při které byl Odstrčil zabit. Jeho tělo bylo po identifikaci ve Velkém Meziříčí zpopelněno v brněnském krematoriu. Popel byl v dubnu 1945 gestapem rozmetán poblíž brněnské právnické fakulty.
Ještě v průběhu války byl povýšen na poručíka a poté na nadporučíka pěchoty v záloze.

## Po válce
Dne 1. listopadu 1945 byl povýšen do hodnosti kapitána pěchoty v záloze in memoriam a poté do hodnosti štábního kapitána pěchoty v záloze in memoriam.
Na místě úmrtí v Netíně a v rodné obci Brníčku byly umístěny pamětní desky s jeho jménem.

## Vyznamenání
- 1944 –  Pamětní medaile československé armády v zahraničí se štítky Francie a Velká Británie
- 1944 –  Československý válečný kříž 1939
- 1945 –  Československá medaile Za chrabrost před nepřítelem
- 1945 –  Československá medaile za zásluhy II. stupně
- 1946 –  Military Cross krále Velké Británie Jiřího VI.